# Давіде Сімончіні
Давіде Сімончіні (італ. Davide Simoncini, нар. 30 серпня 1986) — санмаринський футболіст, захисник клубу «Лібертас».
Виступав, зокрема, за італійські нижчолігові клуби «Торкона Кальчо» та «Санта Джустіна», а також національну збірну Сан-Марино.

## Клубна кар'єра
Народився 30 серпня 1986 року. Вихованець футбольної школи клубу «Лібертас». Дорослу футбольну кар'єру розпочав 2005 року в основній команді того ж клубу, в якій провів один сезон.
Своєю грою за цю команду привернув увагу представників тренерського штабу клубу «Санта Джустіна» з восьмого за силою італійського дивізіону, до складу якого приєднався 2006 року. Відіграв за команду наступний сезон своєї ігрової кар'єри. 
2007 року уклав контракт з клубом «Торкона Каттоліка», у складі якого провів наступний рік своєї кар'єри гравця.  
З 2008 року повернувся знову до клубу «Санта Джустіна» за який відіграв три сезони.  
До складу клубу «Лібертас» приєднався 2011 року. Відіграв за команду з Борго-Маджоре 165 матчів в національному чемпіонаті в яких відзначився 12 голами.
В липні 2020 року перейшов до сан-маринського «Тре Фйорі».

## Виступи за збірну
2006 року дебютував в офіційних матчах у складі національної збірної Сан-Марино. Наразі провів у формі головної команди країни 69 матчів.

## Титули і досягнення
- Володар Кубка Сан-Марино (1):

«Тре Фйорі»: 2021-22